# Herman Drenth
Hermann Hugo (Herman) Drenth (Haste (Duitsland), thans Osnabrück), 23 februari 1916 – 's-Gravenhage, 4 april 2000) was een Nederlands ambtenaar en politicus.

## Opleiding en werk
Drenth was de zoon van een kleermaker en oprichter van twee vakbonden. Hij volgde tussen 1930 en 1932 de kappersopleiding in Groningen en later de arbeidersavondschool bij het Instituut voor Arbeidersontwikkeling. Na jaren met stijgende tegenzin als kappersbediende te hebben gewerkt, werd hij actief bij het Nederlands Verbond van Vakverenigingen en na de oorlog werd hij schrijver bij de Scheepvaartinspectie van het Ministerie van Verkeer en Waterstaat. In 1961 promoveerde hij tot hoofd Technisch Secretariaat aldaar en in 1971 werd hij hoofd van het stafbureau Algemene, Personele en Begrotingszaken (hoofdcommies) bij het directoraat-generaal Scheepvaart van het Ministerie.

## Politieke carrière
Vanaf 1932 was Drenth politiek actief in de linkse hoek. Eerst als lid van de Onafhankelijk Socialistische Partij (1932-1935) en daarna als lid van de Revolutionair Socialistische Arbeiderspartij (RSAP, vanaf 1935). Tijdens de Tweede Wereldoorlog dook hij onder na de arrestatie van RSAP-voorman Sneevliet. Hij was actief tijdens de oorlog in het Comité van Revolutionaire Marxisten en werd na de oorlog lid van de trotskistische Revolutionair Communistische Partij die hieruit voortkwam, waarvan hij ook bestuurslid was, samen met Sal Santen en Pieter van 't Hart. Van 1948 tot 1952 was Drenth daarbij ook lid van het hoofdbestuur van het Onafhankelijk Verbond van Bedrijfsorganisaties. In 1952 werd hij lid van de Partij van de Arbeid, en bevond Drenth zich op de linkervleugel. Tussen 1955 en 1961 was hij actief in het Sociaal-Democratisch Centrum, dat aanstuurde op een linkse koers.
Begin jaren 70 was hij betrokken bij het initiatief naar een nieuwe vakbeweging, samen met leden van andere vakbonden, naast het NVV ook het NKV en de CNV.
Van 1973 tot 1979 was hij namens de PvdA lid van de Tweede Kamer der Staten-Generaal, waar hij zich onder meer bezighield met PTT-aangelegenheden en vanaf 1977 woordvoerder volksgezondheid was. In 1973 was hij de enige van zijn fractie die tegen de Machtigingswet Inkomensvorming stemde (vanwege de beperking van het stakingsrecht). Deze wet stelde het Kabinet-Den Uyl voor als onderdeel van een pakket maatregelen naar aanleiding van de oliecrisis. Als atoompacifist stemde Drenth ieder jaar tegen alle artikelen van de begroting van Defensie die verband hielden met kernbewapening. Ook behoorde hij in 1977 tot de minderheid van zijn fractie die het onderhandelingsresultaat bij de kabinetsformatie van een tweede Kabinet-Den Uyl afwees.
Ook na afloop van zijn Kamerlidmaatschap bleef Drenth strijden voor een linksere koers van de PvdA: hij was in 1981 lid van de Werkgroep Socialistische Politiek (WESP) van PvdA-bestuurder Piet Reckman. Ook werd hij lid van het bestuur van het ziekenfonds AZIVO, dat een "Herman Drenth-prijs" instelde voor organisaties die zich verdienstelijk maken op het gebied van regionale gezondheidszorg.

## Privé
Drenth was gehuwd vanaf 1936 met Aafke van der Velde. De broer van Herman was Peter Drenth, ook actief in de socialistische beweging en opgeleid als timmerman.

## Publicatie
- Het stakingsrecht (1969)
- "De Gezondheidszorg", in: "De macht van de rooie ruggen" Nieuw Links

- Biografisch Portaal: 61924094
- Parlement.com: vg09lledaqq5